# Pocket Revolution
Pocket Revolution è il quarto album discografico in studio della band belga dEUS, pubblicato nel 2005.

## Il disco
Il disco segna il ritorno del gruppo dopo 6 anni (The Ideal Crash è uscito nel 1999). Durante le registrazioni del disco, e precisamente nell'agosto 2004, Craig Ward e Danny Mommens hanno lasciato il gruppo. Sono stati così sostituiti da Mauro Pawlowski (ex-Evil Superstars) e Alan Gevaert. Altri contributi sono quelli di Stef Kamil Carlens, CJ Bolland e Tim Vanhamel dei Millionaire.
La copertina del disco è tratta dal fumetto Storm di Don Lawrence.
La pubblicazione del disco è stata fatta seguire da un tour che ha toccato tutta l'Europa, gli Stati Uniti, il Canada, Israele e Thailandia.
L'album ha venduto circa 200 000 copie in tutto il mondo, ha raggiunto la prima posizione della classifica di vendita in Belgio, la nona nei Paesi Bassi ed è entrato nella "top 40" in Portogallo e Francia.
Nel dicembre 2006 è stato ripubblicato in una nuova versione intitolata Pocket Revolution Burnt, contenente un secondo CD con 7 remix effettuati da Jagz Kooner.

## Singoli pubblicati
- 7 Days, 7 Weels - agosto 2005
- What We Talk About (When We Talk About Love) - marzo 2006
- Bad Timing - giugno 2006 (solo sul web)

## Tracce
1. Bad Timing – 7:07
2. 7 Days, 7 Weeks – 3:53
3. Stop-Start Nature – 4:28
4. If You Don't Get What You Want – 3:49
5. What We Talk About (When We Talk About Love) – 4:44
6. Include Me Out – 5:02
7. Pocket Revolution – 6:01
8. Night Shopping – 4:03
9. Cold Sun of Circumstance – 5:44
10. The Real Sugar – 3:58
11. Sun Ra – 6:43
12. Nothing Really Ends – 5:35